# 双酚沙丁
双酚沙丁是一种有机化合物，化学式C20H15NO4，可用作接触性泻药。它可以靛红为原料经过多步反应制得。